# Burg Donsieders
Die Burg Donsieders ist eine abgegangene Burg auf der Gemarkung der Gemeinde Donsieders im Landkreis Südwestpfalz in Rheinland-Pfalz.
Von der südwestlich des Ortes Dornsieders am westlichen Ende des „Orleberges“ vermuteten Höhenburg ist geschichtlich nichts bekannt.
Als Lage wird in ein Waldstück mit dem Flurnamen „An der Burg“ angenommen. Dort wurden geringe Mauerreste, Felsplatten und evtl. ein Brunnenschacht gefunden.